# Rodano (Italia)
Rodano (Ròdan in dialetto milanese, Roeudin in dialetto locale) è un comune italiano di 4 683 abitanti della città metropolitana di Milano in Lombardia.
Fa parte del territorio della Martesana.

## Geografia fisica
Il territorio di Rodano, posizionato a circa 6 chilometri a est di Milano, fa parte del Parco Agricolo Sud e si presenta ancora relativamente poco abitato, possedendo vaste zone adibite all'agricoltura. 
Di grande rilevanza ambientale sono i numerosi e funzionanti fontanili che rappresentano uno degli aspetti tipici della Pianura Padana. Le Sorgenti della Muzzetta (area protetta dalla Comunità Europea come SIC e inserita nei piano di Natura 2000), in condivisione col comune di Settala e Pantigliate, sono un degno esempio di tipica zona florofaunistica (visitabile su richiesta).

## Storia
I centri abitati che appartengono all'attuale comune erano dipendenti in parte dalla Pieve di Segrate e in parte da quella di Settala; entrambe unite furono raggruppate nel feudo di Melzo.
Galeazzo Maria Sforza sancì con decreto del 9 gennaio 1475 che tutte le terre concesse in feudo a Lucia Marliano fossero svincolate da qualunque obbligo di sudditanza verso la città e il Ducato di Milano, che avessero piena facoltà giurisdizionale sia in campo civile sia penale, nonché il diritto di fregiarsi delle insegne della famiglia Visconti (con il solenne giuramento, da parte di Donna Lucia, di evitare qualsiasi rapporto con il marito senza aver prima chiesto il consenso e l'approvazione del Duca stesso, pena la perdita dei diritti già riconosciuti).
La divisione formale del feudo avvenne nel luglio del 1533.

A Gian Fermo toccarono, oltre al castello e il borgo di Gorgonzola, altre terre tra le quali i luoghi di Inzago, Cernusco, Cambiago, Pessano, Bornago, Cassina de' Pecchi, Segrate, Pantigliate, Pioltello e Limito, Lucino e Pra Marzo. Ai fratelli Catelano andarono i borghi di Melzo, Corneliano, Truccazzano, Calvairate, Settala, Premenugo, Liscate, San Pedrino, Vignate, Gudo, Camporicco, Bisentrate, Cascina Bianca, Cascina Meda, Trenzanesio, Cascina Torazza, Retenate, Cascina Brojavacca, Pobiano, Cascina de Occa.
Nel 1577 Carlo Emanuele Teodoro Trivulzio succedette al padre Gian Giacomo, al quale fu concesso anche il feudo di Melzo, che tenne però disgiunto da quello di Gorgonzola.
Le delegazioni, che oggi costituiscono l'attuale comune di Rodano, seguirono le sorti di questo feudo finché, nel 1692 (con Pantigliate e Cassignanica) fu investito del feudo il marchese Alessandro Del Porro. Nel 1783, alla morte di Anna Caterina Del Porro, il feudo rientrò al Feudo Camerale. Lucino nel 1695 passò in feudo alla famiglia Verri; Trenzanesio fu feudo dal 1688 a Pompeo Litta.
Dopo accese controversie, con Regio Decreto del 21 giugno 1869, Re Vittorio Emanuele II costituì il Comune di Rodano come lo conosciamo oggi, modificando il precedente Regio Decreto del 17 gennaio 1869 in cui Rovagnasco, Rodano, Briavacca, Segrate e Limito dovevano essere annessi a Pioltello. Il documento è esposto nella Sala comunale di Casa Gola.

### Simboli
Lo stemma è stato riconosciuto con D.C.G. del 9 dicembre 1936.
L'antica origine dello stemma è da ricollegarsi alla volontà di evidenziare le principali risorse naturali ed economiche del territorio. La caratteristica posizione topografica del territorio, situato in una fertile pianura solcata da una moltitudine di canali in parte derivanti dal Naviglio della Martesana, ha quasi certamente indotto a colorare d'azzurro il fondo del campo dello stemma. Grazie alle antiche tradizioni prevalentemente agricole, è stato inoltre inserito nello stemma la figura araldica della mucca, simbolo di sicurezza e fertilità per l'economia stessa della zona.
Il documento di riconoscimento ufficiale, datato 1936, decreta spettare al Comune di Rodano uno stemma “d'azzurro, caricato di una mucca d'oro, passante sopra una campagna di verde. Capo del Littorio: di rosso (porpora) al Fascio Littorio d'oro, circondato da due rami di quercia e di alloro annodati da un nastro dai colori nazionali.” (9/12/1936) 
La fascia di porpora ornata dal fascio littorio circondato dai due rami viene rimosso nel 1945 e sostituito dall'elemento decorativo nazionale: due rami, uno di quercia con ghiande e uno di alloro con bacche, fra loro decussati sotto la punta dello scudo e annodati da un nastro dai colori nazionali.
Lo scudo, di forma sannitica, è sormontato dalla corona di Comune d'argento.
Il gonfalone in uso è costituito da un drappo di azzurro.

## Monumenti e luoghi d'interesse
Il Comune di Rodano possiede numerose non trascurabili rilevanze storico-culturali degne di menzione.

### Riserva Naturale Sorgenti della Muzzetta
La Riserva Naturale Sorgenti della Muzzetta, istituita dalla Regione Lombardia nel 1984 e inserita nell'elenco dei Siti di Interesse Comunitario, nasce per salvaguardare e valorizzare il complesso di fontanili che danno origine alla Muzzetta ed è sita nell'estrema parte sud-orientale del paese, al confine con Settala
Rappresenta un prezioso angolo di natura in cui è possibile osservare diversi ambienti tipici della pianura, che sono stati ampliati e migliorati dall'oculata gestione naturalistica condotta dalla Provincia di Milano, Ente gestore del Parco Agricolo Sud Milano.

### Villa Litta Invernizzi
La Villa che risale al 1500, con annesso parco, è situata nella frazione Trenzanesio.

Il nome deriva da Retenate o meglio dalla Cascina di Retenate, che ancor oggi si può ammirare in buono stato nella Tenuta Invernizzi in Trenzanesio. La chiesetta di Trenzanesio, le Cascine Torrazza, Bruciata, Trenzanesio e la Villa Litta, ora Invernizzi, fanno parte della Tenuta Trenzanesio.
La villa, a pianta quadrangolare con un salone passante che disimpegna tutti gli altri ambienti e termina in un portico sulla facciata principale, riproduce uno schema tipico di molte ville lombarde. È interessante notare che la villa è disposta e organizzata lungo un asse in direzione est/ovest, con il giardino contenuto entro un perimetro rettangolare a occidente e i rustici con la chiesa, che costituiscono un vero e proprio piccolo borgo, a oriente.

Il giardino intorno alla villa si è conservato intatto, con la grande peschiera rettangolare alimentata da copiosi fontanili che non seguono il perimetro della casa, ma se ne discostano per lasciare spazio a due piccoli giardini sopraelevati e appartati immediatamente a contatto con la casa.
Alcuni studiosi ritengono che Villa Litta sia stata eretta nel 1540 a cura dell'architetto Giovanni da Pandemuro, allievo del Palladio; altri sostengono che sia nata esattamente un secolo dopo, nel 1640, per volere di Guido Litta, Vescovo di Milano. 
In effetti l'unica data certa della quale si è a conoscenza è il 1688, anno in cui Pompeo Litta e la di lui famiglia ottennero l'investitura feudale di Trenzanesio. 
Nel 1800 la villa passò per diritto di successione alla Famiglia Greppi. Negli anni quaranta e cinquanta fu sede di un colorificio e solo nel 1955 fu acquistata dalla Famiglia Invernizzi.
Non essendoci eredi, dopo la scomparsa dei proprietari, la tenuta è passata in gestione a una Fondazione.

### Casa Gola
Tipico esempio di architettura rurale lombarda, Casa Gola risale al tardo–medioevo (1400 circa); rappresenta il nucleo originale dell'abitato rurale a corte chiusa, probabilmente conventuale.
L'edificio presenta pregevoli tratti architettonici e decorativi, un perimetro murario in cotto e ambienti interni dagli alti soffitti con alcuni disegni a pittura restaurati. Il recente recupero ne consente una fruizione collettiva ospitando il “Polo culturale a carattere botanico” del Parco Agricolo Sud Milano, costituito dall'Erbario della Flora Padana, reso disponibile al pubblico e in grado di richiamare l'attenzione delle scolaresche allo studio della botanica, e da una piccola biblioteca a sfondo naturalistico che funzionerà anche come punto di informazioni sul Parco e sulla vicina Riserva Naturale delle “Sorgenti della Muzzetta”.
Al primo piano di Casa Gola, in una nicchia usata per riporre le lampade o le candele, è presente un affresco raffigurante una gazza su un ramo. L'affresco è stato scelto, tramite un concorso popolare, come logo della Cultura a Rodano.

### I Sarcofagi di Rodano
I sarcofagi recuperati dalle cascine di Rodano ed esposti davanti al Municipio a Lucino sono difficili da datare con esattezza, visto che non possono essere messi in relazione con altri resti. Sarcofagi simili, con tetto a doppio spiovente ornato di acroteri, sono solitamente datati al periodo tardoromano (IV - V secolo) - altomedievale (VI-VII). I sarcofagi romani più antichi (inizio della produzione collocabile nel II-III secolo) hanno spesso gli spioventi più ripidi e gli acroteri maggiormente rilevati. Il fatto che il coperchio di Rodano sia piuttosto basso potrebbe farlo ritenere, quindi, di epoca altomedievale (VI-VII secolo). Il ritrovamento a Rodano della croce longobarda potrebbe essere un elemento in più per datare sia la fabbricazione sia l'uso dei sarcofagi intorno ai secoli VI -VII.
In molti casi di simili rinvenimenti, e anche per i ritrovamenti di Rodano, le vasche e il coperchio sono stati usati in età contemporanea o come abbeveratoio o come canaline di scolo, e in essi sono stati praticati fori di scarico; il coperchio ritrovato sembra sia stato sagomato per far scorrere meglio l'acqua.

### Museo Scooter & Lambretta
Raccolta privata unica nel suo genere, il Museo presenta la storia dello scooter dai primi anni del Novecento agli anni sessanta con modelli provenienti da tutte le parti del mondo; ogni nazione è rappresentata non solo con esemplari di larga diffusione, ma anche con pezzi unici di grande valore storico.
La sezione dedicata alla Lambretta comprende i più importanti e rari esemplari prodotti dallo stabilimento Innocenti: prototipi e moto da competizione, oltre a modelli sezionati per uso didattico ed esemplari unici da gara; la produzione di serie è rappresentata dalla prima Lambretta del 1947 fino all'ultima prodotta nel 1971.

È possibile consultare l'archivio storico Innocenti, la manualità tecnica, i filmati e la propaganda commerciale. 
Il Museo rientra nel progetto della Provincia di Milano “Musei d'Impresa”.

### Croce di Rodano
La Croce di Rodano è un interessante reperto ritrovato agli inizi del secolo scorso nella frazione di Cassignanica. Ricavata da una sottile lamina d'oro lavorata a sbalzo, è un esempio delle decorazioni funerarie che i Longobardi avevano in uso nel VII secolo. La Croce presenta un disegno di notevole complessità, difficile da decifrare; è mancante del braccio di sinistra che, si crede, riportasse specularmente le immagini riprodotte su quello di destra. Sicuramente l'iconografia rappresentata non è quella classica cristiana.
La Croce è oggi esposta al Museo Archeologico di Milano nella sezione dedicata al popolo longobardo e una copia è esposta nella Sala comunale di Casa Gola.

Una copia della Croce di Rodano è conferita annualmente dal Sindaco ai cittadini benemeriti del Comune.

## Società

### Evoluzione demografica
- 75 nel 1751
- 167 nel 1805
- annessione a Lucino nel 1809
- annessione a Pioltello nel 1811
- 706 nel 1853 dopo l'annessione di Lucino e Trenzanesio del 1841
- 792 nel 1861
- 1 291 nel 1871 dopo l'annessione di Briavacca del 1869

Abitanti censiti

## Economia

### Il Polo Chimico e le discariche
Nella parte settentrionale del territorio comunale, tra la ferrovia Milano-Venezia e la Strada Provinciale “Rivoltana”, dalla seconda metà degli anni quaranta del secolo scorso si è andato formando, su una superficie di circa 800.000 metri quadrati – due terzi circa dei quali fanno parte del Comune di Rodano e la restante parte insiste sul territorio del Comune di Pioltello – il cosiddetto “Polo Chimico di Pioltello-Rodano”: un insieme di quattro aziende chimiche di varie dimensioni le cui ragioni sociali sono Air Liquide, CGT, SISAS ed Antibioticos. Queste aziende, in misura diversa, hanno provocato nel tempo inquinamenti di vario tipo, sversamenti sul suolo di materiali nocivi ed emissione di odori sgradevoli con un conseguente degrado dell'area.
L'azienda che maggiormente ha contribuito all'inquinamento è SISAS (Società Italiana Serie Acetica Sintetica), oggi fallita e quindi da molti anni non più operante, che nel corso degli anni ha depositato in tre discariche - dette “A”, “B” e “C” - parecchie centinaia di migliaia di tonnellate di rifiuti vari e variamente nocivi. Nel corso degli anni sono stati aperti, da parte dei Comuni, molti contenziosi, sia a livello civile e amministrativo sia penale, nei confronti dei responsabili del degrado per costringerli a bonificare il sito; ma solo nel 1998 si è ottenuto che la SISAS provvedesse a bonificare almeno una delle discariche, la cosiddetta discarica “C”, ritenuta essere la più pericolosa. Furono in effetti iniziati i lavori che vennero poi quasi immediatamente sospesi causa, nel 2001, il già citato fallimento della SISAS.
Nel 2001 l'area del “Polo Chimico di Pioltello-Rodano” è stata inserita nell'elenco dei siti delle aree cosiddette di “interesse nazionale” ad alto rischio ambientale e che richiedono una bonifica da realizzarsi nei tempi i più brevi possibili sotto la responsabilità del Ministero dell'Ambiente.

### Gli interventi del Tribunale di Milano e della Corte di Giustizia Europea
Già nel 1986 il Tribunale di Milano aveva condannato la SISAS alla bonifica delle tre “discariche”. A metà degli anni novanta, cittadini di Rodano e di Pioltello hanno presentato un esposto alla Corte di Giustizia Europea affinché provvedesse a obbligare la SISAS a bonificare le discariche. Nel 2002 la Commissione Europea avvia la procedura di infrazione nei confronti dell'Italia. La condanna arriva nel 2004 e nel 2006 Bruxelles ha deciso di deferire l'Italia alla Corte di Giustizia Europea per non avere ancora bonificato, a distanza di anni, le tre discariche ritenute pericolose e illegali.
Nel 2007 la Corte di Giustizia Europea condanna l'Italia per la violazione di Direttive UE riguardanti l'obbligo di autorizzazione delle discariche e l'obbligo alla prevenzione dei danni all'ambiente, all'atmosfera e alla salute umana. 
Qualora l'Italia non provvedesse a bonificare le discariche in tempi assai brevi, le sarà inflitta una sanzione una tantum di parecchi milioni di euro e una sanzione aggiuntiva giornaliera di alcune centinaia di migliaia di euro.

### Le attività di bonifica
Nonostante il fallimento della SISAS, la sicurezza della falda è stata mantenuta utilizzando fondi a suo tempo messi a disposizione dal Governo e la responsabilità della operazione ricade sul Comune di Rodano.
A fine anno 2007 una azienda privata si è dichiarata disponibile, ottenuta che le fosse ceduta da parte del Curatore Fallimentare la proprietà del sito ex-SISAS, a bonificare il sito, a rimuovere completamente la discarica “C” e tutti i materiali pericolosi e nocivi che saranno rinvenuti nelle discariche “A” e “B”. A fronte di questa spesa, valutabile intorno ai 120 milioni di euro, l'azienda privata ha chiesto di poter insediare sul territorio attività produttive (sulla sola parte di competenza del Comune di Pioltello) e del settore terziario.
Il 21 dicembre 2007 è stato sottoscritto un Accordo di Programma tra tutti gli Enti Pubblici interessati (Ministero dell'Ambiente, Regione Lombardia, Provincia di Milano e Comuni di Pioltello e di Rodano) e l'azienda privata dando così inizio alla reale eliminazione del degrado dell'area.
È oggi in corso la definizione di documenti che derivano dal citato Accordo di Programma, lo completano e lo dettagliano. Sarà chiarito in tempi medio-lunghi quali saranno le attività che si insedieranno nell'area bonificata.
Si prevede che i lavori si concluderanno in alcuni anni.
Il 28 marzo 2011 viene ufficialmente annunciata la fine delle operazioni di bonifica dell'area (vedi la voce: SISAS).